# Serge Lifar

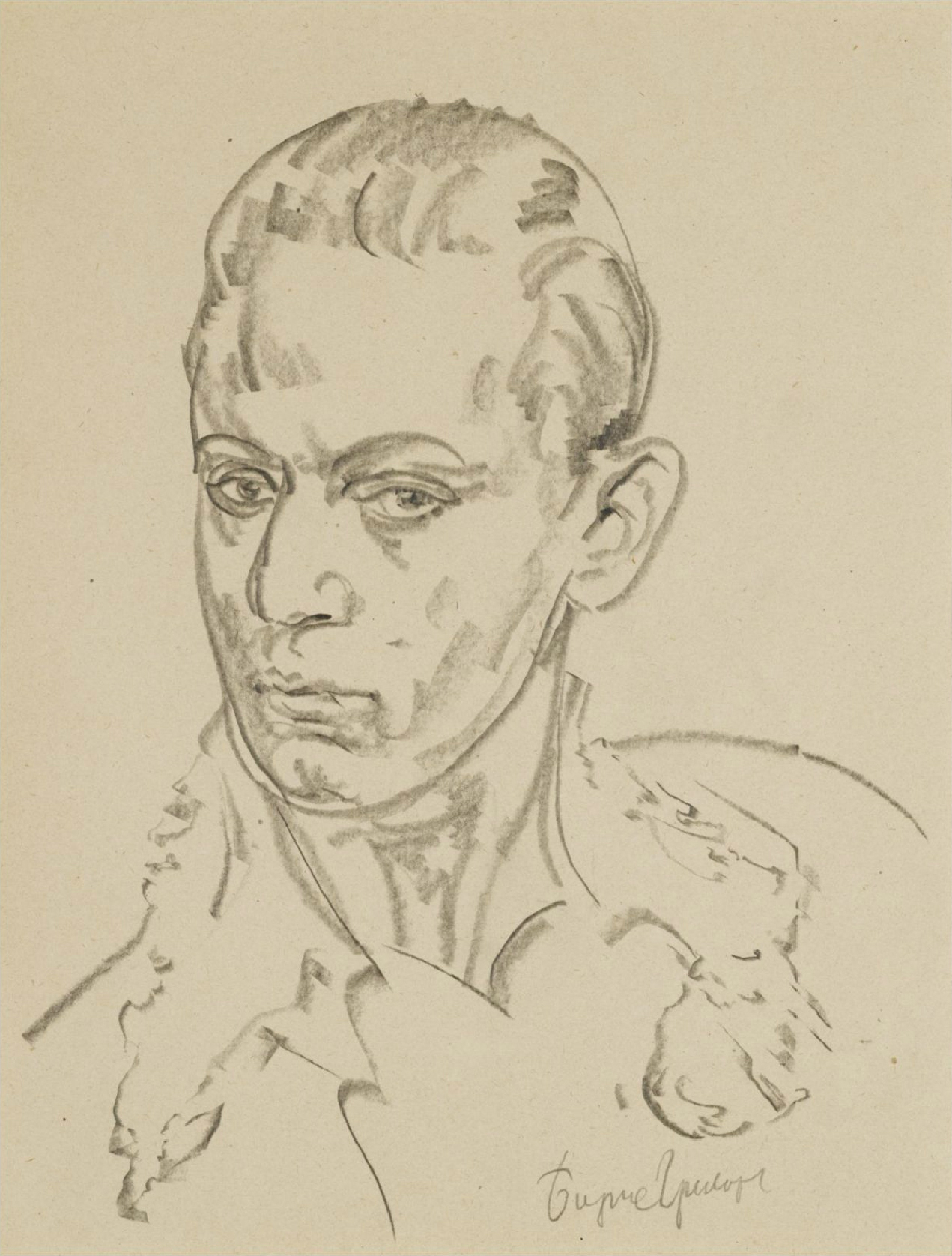
Serge Lifar (Boris Grigoriev)

Serge Michailovitsj Lifar (Russisch: Сергей Михайлович Лифарь’Oekraïens: Сергій Михайлович Лифар) (Kiev, Russische Imperium, 15 april 1904 – Lausanne, 15 december 1986) was een Frans-Oekraïens balletdanser en choreograaf, geboren in Kyiv, Oekraïne.

## Levensloop

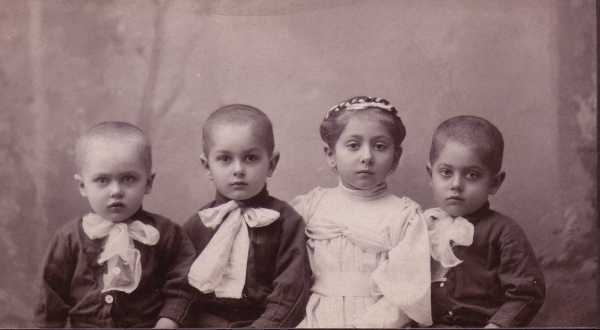
Leonid Basil Evgenia & Serge Lifar.

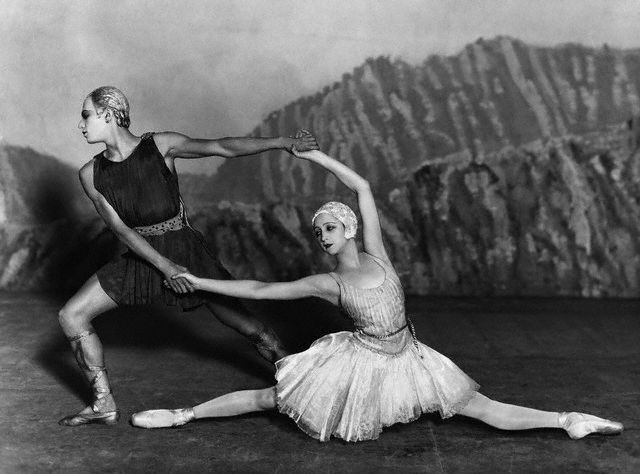
Lifar met Danilova, in 'Apollo Musagète', Ballets Russes, 1928.

Lifar werd geboren als zoon van een tsaristisch ambtenaar en trad in 1920 in Kyiv als danser in de leer bij de balletschool van Bronislava Nijinska (1891-1972), zus van de beroemde danser Vaslav. Toen Nijinska in 1922 enkele van haar leerlingen mocht aanduiden om te worden opgenomen in Sergej Diaghilevs Ballets Russes, mocht Lifar er op het nippertje bij zijn. Hij had toen nog maar een paar jaar opleiding en zijn lerares vond hem eigenlijk nog ongeschikt. Maar Diaghilev zag in de opvallend knappe Lifar een nieuwe Russische sterdanser en had ook even een verhouding met hem. Hij stuurde hem naar Turijn bij maestro Enrico Cechetti voor verdere opleiding. Lifar ontwikkelde zich snel en toonde zich behalve als danser ook begaafd in de choreografie. Na Diaghilevs dood en de verdwijning van de Ballets Russes in 1929 werd hij sterdanser bij de Opéra de Paris. Hij trad later ook op of schreef choreografieën voor het in 1933 opgerichte Ballet Russe de Monte Carlo, erfgenaam van de Ballets Russes van Diaghilev.
Behalve als danser ontwikkelde Lifar zich tot een van de belangrijkste choreografen ter wereld. Hij onderscheidde zich van Diaghilev door zijn standpunt dat de dans belangrijker was dan de muziek en het decor: ballet had in zijn ogen een eigen intrinsieke waarde en mocht niet worden afgeleid van muziek. Deze opvatting bracht hij voor het eerst volledig tot uitdrukking in zijn experimentele ballet “Icarus” (1933), op muziek van Igor Markevitsj, waarbij hij zelf ook de hoofdrol danste. Ook zijn uitvoering van het symfonische gedicht Uirapuru (1934) was sterk vernieuwend en oogstte lovende kritieken.

## Lifar superstar
Van toen hij sterdanser werd bij de Ballets Russes werd Lifar al vlug een ster. Als danser, als knappe man en als iemand die bezeten was door zijn vak en met geweldige ambities, werd hij weldra de lieveling van het publiek en bewoog hij zich onder de groten en beroemdheden.
Hij had uiteraard veel vrienden in de wereld van het ballet, hoewel hij toch ook vaak gewikkeld was in toestanden van concurrentie of jaloersheid.
Tijdens zijn jaren bij de Ballets Russes knoopte hij zijn eerste vriendschappen aan met beroemdheden. Onder hen bevonden zich onder meer Pablo Picasso, Juan Miro, en enkele dames uit de aristocratie die hij aan de Riviera of in Venetië leerde kennen.
Ook al was hij geen grote liefhebber van het uitgaansleven, was hij toch graag aanwezig op de verklede bals die tot de geliefkoosde gebeurtenissen binnen de hogere kringen behoorden. In 1931 nam hij deel aan een 'bal colonial', verkleed in Oosterse prins met twee echte prinsessen rond zich: Nathalie Paley en prinses de Faucigny-Lucinge. In 1939 verscheen hij op het bal 'Racine' gegeven door Etienne de Beaumont als de balletdanser Vestris, in een kostuum door Coco Chanel voor hem gemaakt, in 1956 was hij Aliocha Karamazov op het Vastenavondbal bij Marie-Laure de Noailles, in 1968 verscheen hij op een Oudejaarsavondbal verkleed in Lodewijk XIV.

## Tijdens de Tweede Wereldoorlog

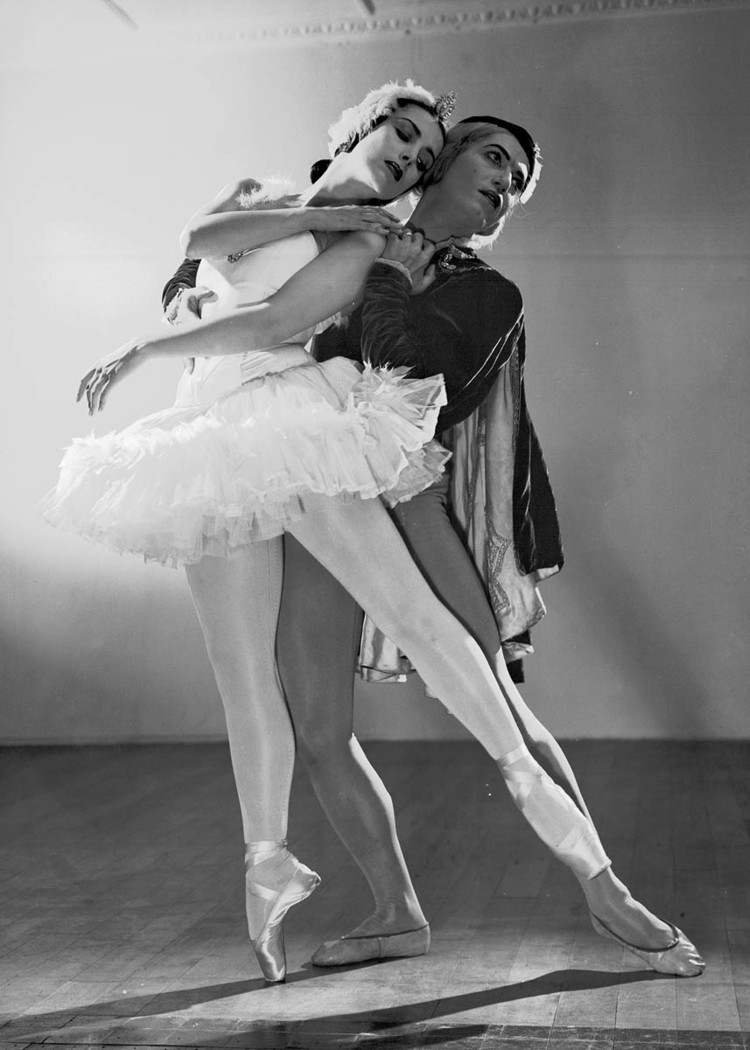
Serge Lifar met Tamara Toumanova in het Zwanenmeer, 1940.

Lifar, voor wie het verder actief blijven van de Parijse Opera primordiaal was, waagde zich met dat doel ver in de verbroedering met de bezetter.
Hij werd een van de 'vedettes' van het culturele en mondaine leven waarbij Duitse officieren en Franse collaborateurs elkaar ontmoetten. Hij werd nauw bevriend met Arno Breker. Hij stuurde naar ambassadeur Otto Abetz een telegram met gelukwensen toen Kiev door de Duitse troepen werd ingenomen. Hij ondernam tournees in Duitsland. Hij was in correspondentie met Goebbels. Hij nam zijn intrek bij een intrigante, de pseudogravin Olinska, die een agente van de Gestapo was.
Dit alles werd hem na de oorlog zwaar aangerekend. Tijdens de oorlog was hij trouwens al herhaaldelijk zwaar aangevallen door Radio Londres. Hij werd dan ook bij de bevrijding op staande voet ontslagen. Hij ontsnapte weliswaar aan arrestatie en vervolging door een tijdje onder te duiken, eerst bij Coco Chanel (die zelf ook boter op het hoofd had) en vervolgens bij ballerina Janine Charrat.

## Na de oorlog
Onmiddellijk na de oorlog ging Lifar als directeur van de Ballets de Monte Carlo werken. Al in 1947, nadat hij ontslag van rechtsvervolging had gekregen, was hij weer welkom als balletmeester in de Parijse Opera en hernam hij zijn plaats in het mondaine leven van de hoofdstad. Hij was verantwoordelijk voor de herleving van de Parijse Opera, waarbij zijn benadering van het ballet nochtans wat traditioneler werd.
Lifar stond ook bekend als een belangrijk danstheoreticus en had regelmatig disputen met George Balanchine, de andere grote Russische choreograaf uit de periode van na de Ballets Russes. Ook schreef hij veelgeprezen, hoewel soms kritisch beoordeelde, memoires. Hij bleef actief als choreograaf tot 1969.

## Duel
In aanwezigheid van talrijke fotografen en cameramannen vond in 1958 een duel plaats tussen de markies de Cuevas en Serge Lifar. Hiermee werd een dispuut beslecht tussen beide mannen, in verband met het opvoeren in de Parijse opera door de balletgroep van de markies van een choreografie door Serge Lifar, Noir et Blanc (of "Suite en blanc"), ondanks diens verbod. De hevige discussie eindigde met een kaakslag die de markies aan de danser toebracht en waarvoor deze genoegdoening met de wapens eiste. Cuevas was toen 73 en Lifar 54.
De datum werd op 30 maart gesteld en het duel ging door in Blaru bij Vernon in Normandië. In de vierde ronde liet Lifar zich kwetsen aan de voorarm. "Het was alsof ik mijn eigen zoon doorboorde" verklaarde de markies en beide protagonisten vlogen elkaar in de armen. Een van de getuigen van de markies was Jean-Marie Le Pen. De getuigen van Lifar waren twee sterdansers, Lucien Duthoit (1920-2008) en Max Bozzoni (1917-2003).

## Lillian Ahlefeldt-Laurvig
In 1958 maakte Lifar kennis met Inge Lisa Nymberg (Zweden, 9 augustus 1914 - Lausanne, 27 augustus 2008) die zijn levensgezellin en 'engelbewaarder' werd. Ze ging door het leven onder de naam van gravin d'Ahlefeldt-Laurvig ingevolge een kortstondig huwelijk dat ze had met de Deense graaf Christian d'Ahlefeldt-Laurvig.
Na verhoudingen met de troonopvolger van het koninkrijk Nepal, de Russische prins Vladimir Romanovsky-Krassinsky en een Amerikaanse miljardair, verbond ze zich blijvend met Lifar en bleef na zijn dood nog twintig jaar actief om zijn herinnering levendig te houden. Ze bezegelden hun relatie niet met een huwelijk, maar hij benoemde haar wel tot zijn algemene erfgename.

## Laatste jaren
Lifar vond zich in Frankrijk en vooral in Parijs onvoldoende geapprecieerd. Hij bracht een tiental jaren in Monte Carlo door en na een korte terugkeer in Parijs ging het koppel in 1981 in Lausanne wonen. Hij hield er zich voornamelijk met de redactie van memoires bezig.
Hij overleed in 1986 in Lausanne en werd op het Russisch-orthodox kerkhof van Sainte-Geneviève-des-Bois nabij Parijs begraven.
Zijn vriendin stichtte een 'Serge Lifar International Foundation' voor zijn nagedachtenis en ondersteunde onder meer het balletconcours Serge Lifar in Kiev.
Toen ze tachtig was, hertrouwde ze nog met een dertigjarige Moldaviër. Het huwelijk hield niet lang stand.

## Collectioneur
Lifar begon al zeer jong met het aanleggen van een collectie van alles wat met ballet had te maken.
De dood van Diaghilev was er de oorzaak van dat zijn verzameling aanzienlijke proporties aannam. Onmiddellijk na de dood van zijn vriend en leermeester in Venetië, trok hij naar Parijs en, samen met Boris Kochno 'plunderde' er het appartement van de meester. Het overblijvende kocht hij als geheel aan voor 100.000 dollars. Zijn ganse verdere leven bleef hij verzamelen.
Hij verkocht ook soms, vooral als hij in geldnood verkeerde. Zo verkocht hij in 1933 bijna 200 stuks uit zijn collectie aan het Wadsworth Atheneum Museum of Art in Hartford.
In 1974 verkocht hij in Parijs een aantal kunstwerken, waaronder werk van Picasso, Juan Miro, Bakst, enz.
In 1975 verkocht hij bij Sotheby's in Monte-Carlo de boekenverzameling van Diaghilev. Het ging om 800 stuks, waaronder 16de-eeuwse werken en veel eerste drukken. Een achtste deel ervan werd aangekocht door de Bibliotheek van Harvard University.
In 1985 schonk hij een gedeelte van zijn collecties aan het stadsarchief van Lausanne (bibliotheek, affiches, zijn eigen schilderwerk, programma's, persknipsels, briefwisseling). Hij had het jaar voordien bij Sotheby's in Londen een verkoop gedaan van 227 stuks, die recordprijzen haalden.
In 1991 werden bij Sotheby's 51 brieven verkocht van Lifar gericht aan Diaghilev, daterend van de jaren 1924 tot 1928. Ze werden aangekocht door de New York Public Library.
Op 6 december 2002 verkocht Sotheby's in Londen een 'lot 92' bestaande uit drie koffers volgepropt met nog eens duizenden documenten met betrekking tot Diaghilev en de Russische Balletten, en eveneens tot Serge Lifar. De opbrengst van het als één geheel verkochte archief bedroeg 140.000 pound sterling. De verkoop gebeurde waarschijnlijk voor rekening van Lillian Ahlefeldt.
Zij schonk ook een aantal memorabilia aan het Staatsmuseum in Kiev, genoeg om er een zaal Serge Lifar mee te stofferen.

## Eerbetoon

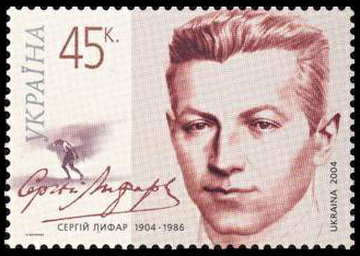
2004 Oekraïense postzegel

Lifar, die al eerder de Franse onderscheiding van 'Commandeur des Arts et des Lettres' had ontvangen, ontving in 1983 uit handen van minister Jack Lang de onderscheiding van 'chevalier de la Légion d'honneur'. Dat dit zo laat kwam, had te maken met zijn oorlogsverleden. In zijn dankwoord merkte hij op dat veel van zijn leerlingen al 'officier' in de Légion d'honneur waren.
In Kiev werd sinds 1994 een internationale danscompetitie gehouden die zijn naam draagt. Na een onderbreking sinds 2006, ging de zevende competitie door in maart-april 2011, ditmaal in Donetsk.
In 2004 organiseerde UNESCO in Parijs een plechtigheid naar aanleiding van de honderdste verjaardag van de geboorte van Lifar.
De Oekraïense regering eerde hem dat jaar met een postzegel.

## Publicaties

### Autobiografisch werk
- Du temps que j'avais faim, Parijs, Stock, 1935.
- A l'aube de mon destin. Chez Diaghilev, sept ans aux Ballets Russes, Parijs, Albin Michel, 1949.
- Au service de la danse, Parijs, Université de la Danse, 1958.
- Ma Vie, Parijs, Julliard, 1965.
- Les mémoires d'Icare, (geredigeerd kort voor zijn dood), voorwoord door Serge Tolstoï, Parijs, Filipacchi, 1989 en Monaco, Sauret, 1993.

### Andere publicaties
- Le manifeste du chorégraphe, Parijs, Étoile, 1935 (reprint 1981) .
- La danse. Les grands courants de la danse académique, Paris, Denoël, 1938.
- Djagilev i s Djagilevym. Dom knigi, Parijs, 1939.
- Serge Diaghilev, His Life, His Work, His Legend: An Intimate Biography, New York, 1940.
- Carlotta Grisi, Parijs, Albin Michel, 1941.
- Giselle, apothéose du ballet romantique, Parijs, Albin Michel, 1942.
- Terpsichore dans le cortège des muses, Parijs, Lagrange, 1943.
- Pensées sur la danse, Parijs, Bordas, 1946.
- Traité de danse académique, Parijs, Bordas, 1949.
- Auguste Vestris, le dieu de la danse, Parijs, Nagel, 1950.
- Histoire du ballet russe, Parijs, Nagel, 1950.
- Traité de chorégraphie, Pariis, Bordas, 1952.
- A History of Russian Ballet, Londen 1954.
- Les trois grâces du XXe siècle. Légendes et Vérité, Parijs, Buchet-Chastel 1957.
- Hommage à Arno Breker, Marco édition, Bonn-Parijs, 1975.

## Veilingscatalogi
- The Diaghilev-Lifar Library, catalogus, Sotheby's, Monte-Carlo, 1975.
- Ballet material and manuscripts from the Serge Lifar Collection, catalogus, Sotheby's, Londen, 1984
- Music and Ballet, including the Papers of Serge Lifar, Sotheby's, Londen, 2002.